# Cullinan
Cullinan este un oraș în partea de NE a Africii de Sud, în Provincia Gauteng. Aici, în 1902, Sir Thomas Cullinan a descoperit un zăcământ de diamante, iar în 1905 faimosul Diamant Cullinan, de 3.106 carate (621 g) a fost scos la suprafață de către Frederick Wells, managerul Premier Mine. Din acesta s-au obținut 105 diamante, din care 9 se găsesc în coroana regală britanică.

## Toponimie
Numele localității provine de la Sir Thomas Cullinan.